# Cratere Worcester
Worcester  è un cratere sulla superficie di Marte.